# NGC 2970
NGC 2970 في الفهرس العام الجديد، هي مجرة، تقع في كوكبة الأسد. اكتشفت في 6 مارس 1828 بواسطة جون هيرشل.

## روابط خارجية
- NGC 2970 على موقع ويكي سكاي: DSS2, SDSS, GALEX, IRAS, Hydrogen α, X-Ray, Astrophoto, Sky Map, Articles and images